# جورامي سباعي الخطوط
جورامي سباعي الخطوط (الاسم العلمي:Osphronemus septemfasciatus ) (بالإنجليزية: Seven Stripe gourami)‏ هي نوع من الأسماك يتبع جنس الجورامي من الفصيلة الجورامية.